# Collegium Maius w Poznaniu
Collegium Maius w Poznaniu – gmach wzniesiony na działce przy ulicy Fredry (dawniej Paulikirchstraße), pomiędzy ulicami Al. Niepodległości (dawniej Königsring) i Tadeusza Kościuszki (dawniej Ober Wall), w latach 1908–1910 w stylu neobarokowym z elementami stylu neoklasycznego, jako część Dzielnicy Cesarskiej.

## Historia

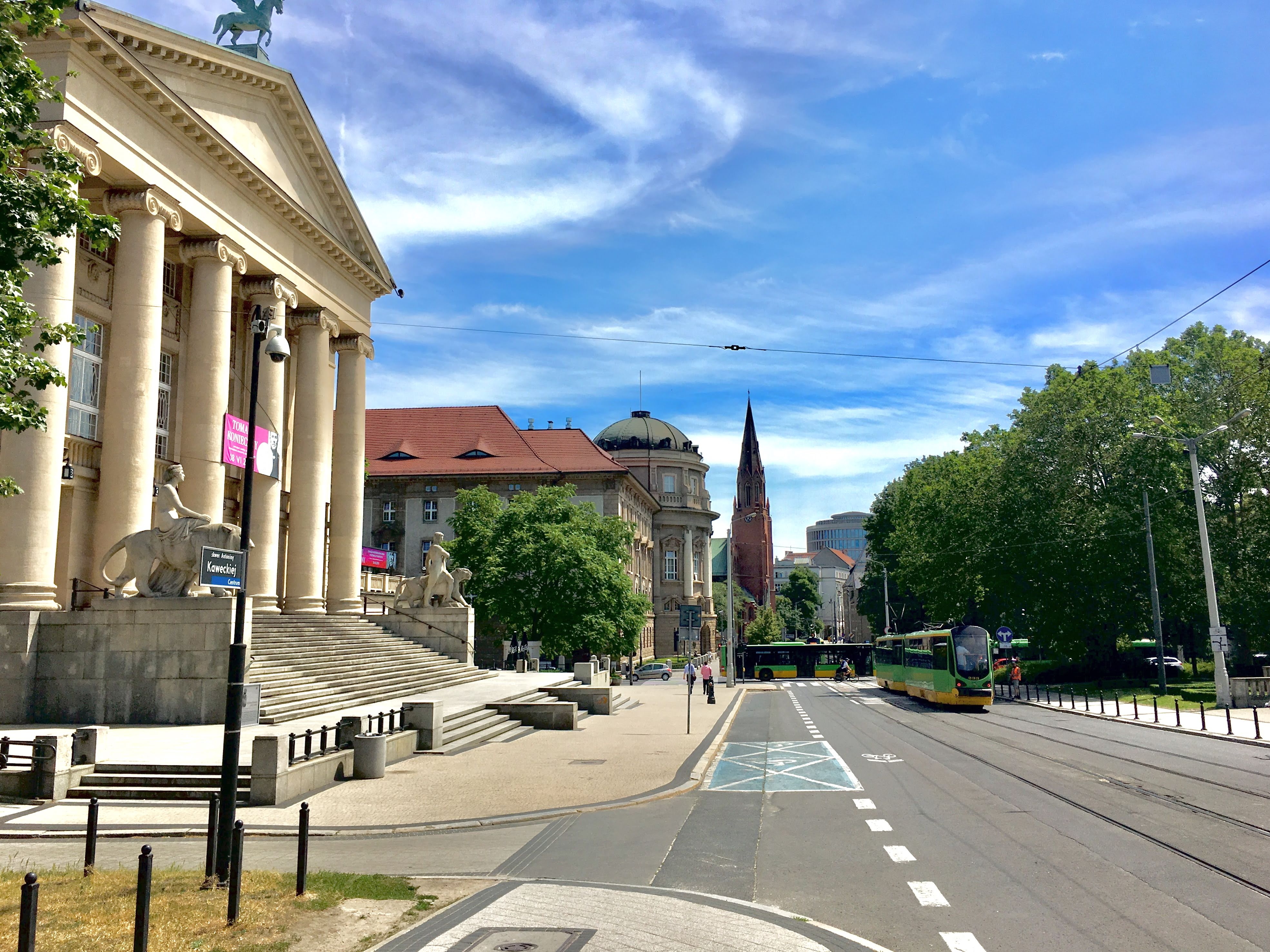
Widok z perspektywy ul. Fredry od strony zachodniej

Budynek wzniesiono na potrzeby Komisji Kolonizacyjnej, powołanej przez Sejm Pruski z inicjatywy Ottona von Bismarcka w 1886 w celu wykupu ziemi z rąk polskich i przekazaniu jej niemieckim osadnikom.
Po wybuchu powstania wielkopolskiego przeniosła tu swoją siedzibę Naczelna Rada Ludowa, a później Urząd Osadniczy likwidujący kolonie utworzone przez Komisję Kolonizacyjną. Następnie budynek jako Collegium Medicum przejął Uniwersytet Poznański.
13 maja 1926 odbył się tutaj bardzo liczny wiec studencki przeciwko Józefowi Piłsudskiemu, zakończony pochodem na Plac Wolności. Powzięto decyzję o zawiązaniu Akademickiego Komitetu Obrony. Działania te zakończyły się fiaskiem i nie obroniły Poznania przed rządami sanacji.
W okresie okupacji hitlerowskiej w budynku mieściło się prezydium policji. Podczas wyzwalania miasta Poznania w styczniu i lutym 1945 o sam obiekt oraz w jego pobliżu toczyły się dość intensywne walki – ślady od odłamków do dziś widoczne są wewnątrz budynku. 2 marca 1940 harcerze Szarych Szeregów Zygmunt Ciesielski i Bernard Intek, współpracując z Adamem Plucińskim, wywiesili na kopule polska flagę.
Po reformie szkolnictwa wyższego z 1950, która utworzyła akademie medyczne, większość budynku zajmowała Akademia Medyczna w Poznaniu (dzisiejszy Uniwersytet Medyczny im. Karola Marcinkowskiego w Poznaniu), w tym jej władze, których siedziba znajduje się tu do dziś. Właścicielem collegium pozostawał jednak nadal Uniwersytet Poznański (dziś Uniwersytet im. Adama Mickiewicza w Poznaniu). Od 2008 mieści się tu Wydział Filologii Polskiej i Klasycznej Uniwersytetu im. Adama Mickiewicza. Po przeprowadzce wydziału na tyłach budynku powstała nowoczesna biblioteka dla studentów filologii klasycznej, słowiańskiej i polskiej. Jej uroczyste otwarcie nastąpiło 25 września 2009 roku.

## Architektura i wystrój
Na osi głównej znajduje się półokrągły ryzalit przykryty kopułą, która obecnie nieznacznie różni się od swojego stanu pierwotnego m.in. jest niższa, bardziej przysadzista i posiada inne otwory okienne. Niegdyś elewację zdobiło 6 rzeźb ulokowanych na tamburze (miedzianej wówczas) kopuły: cystersa, Krzyżaka, mieszczańskiego Salzburczyka i Holendra oraz chłopów z Westfalii i Szwabii – „apostołów niosących niemiecką cywilizację na wschód” (usunięte dopiero w 1945). Godny uwagi jest hall główny o przeszklonym dachu, wyłożony różnobarwnym marmurem z obiegającą go wokół galerią. Wewnątrz hallu znajduje się popiersie Karola Marcinkowskiego.
Na fasadzie znajduje się tablica upamiętniająca brawurową akcję poznańskich harcerzy, którzy w 1940 na kopule będącego wówczas siedzibą policji budynku wywiesili polską flagę.

## Galeria

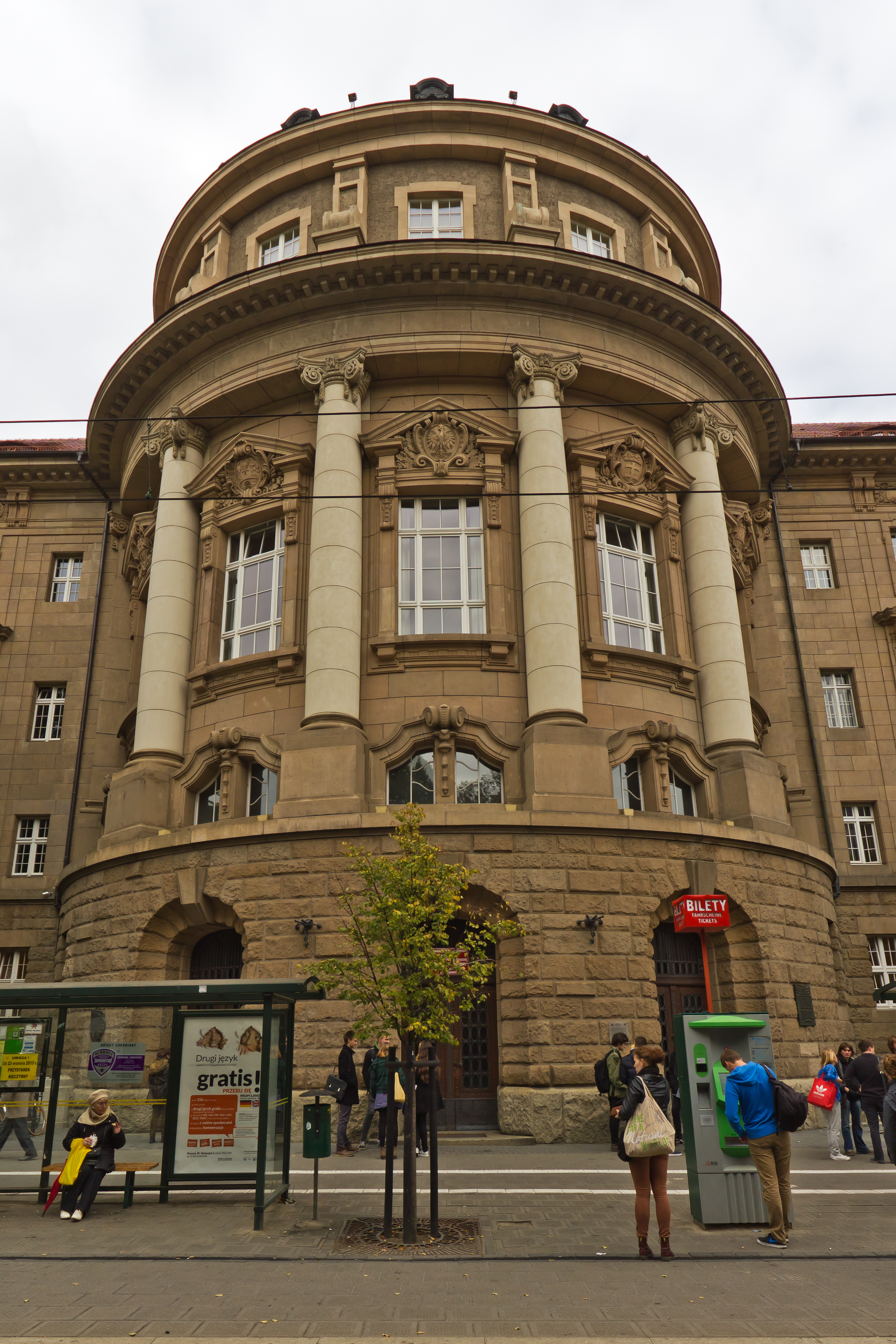
Główne wejście do gmachu
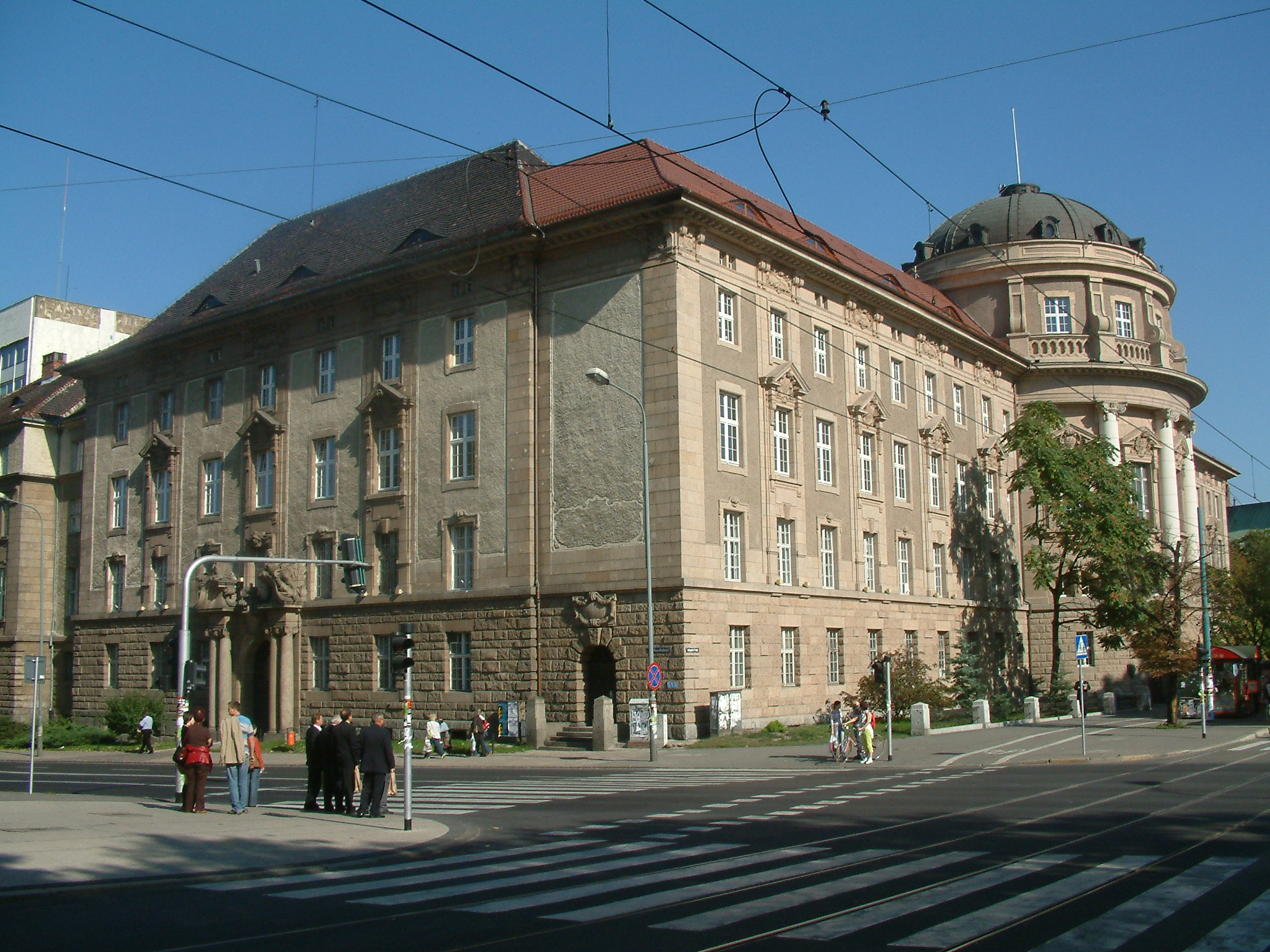
Gmach po czyszczeniu elewacji
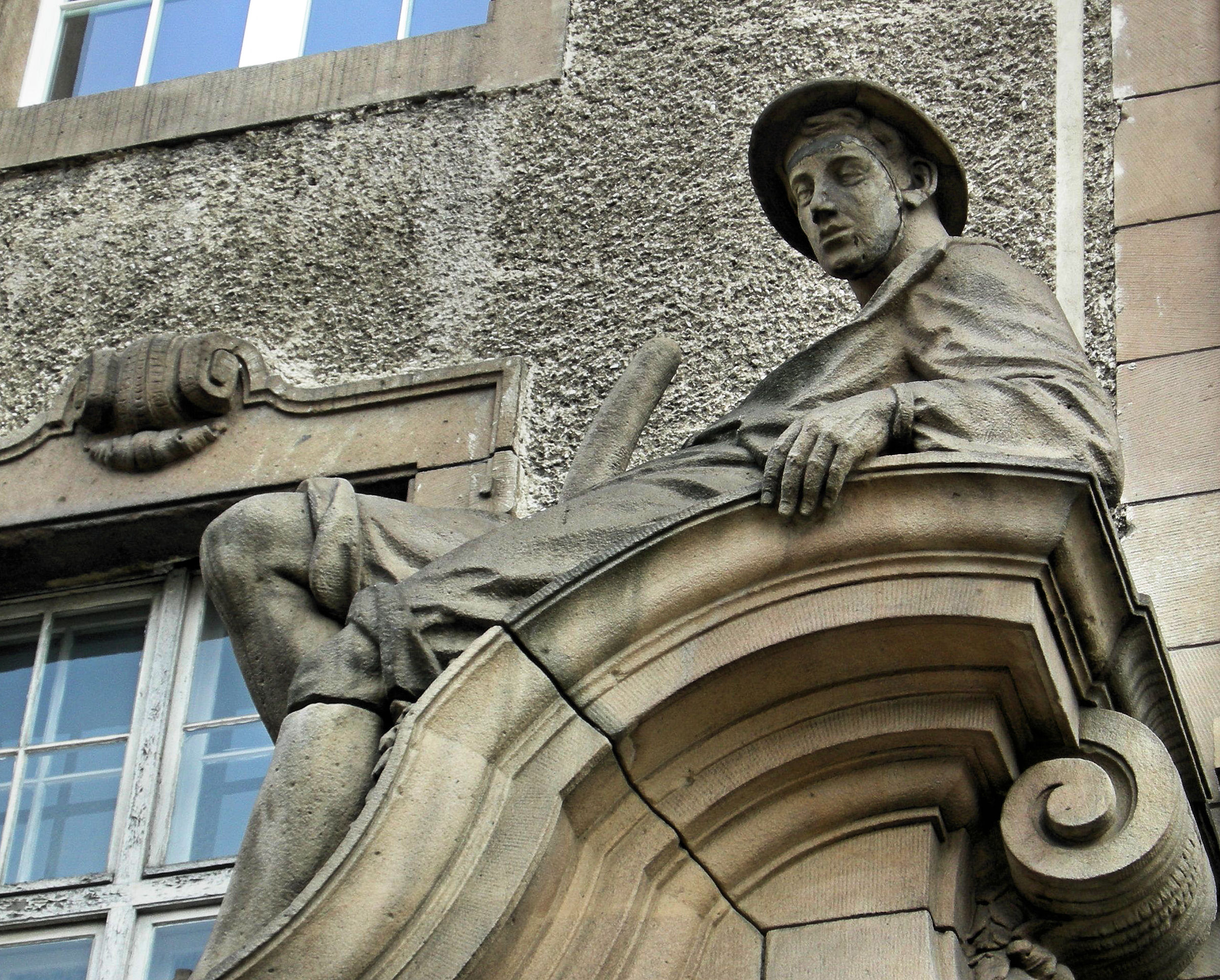
Rzeźba mężczyzny nad wejściem do gmachu od al. Niepodległości
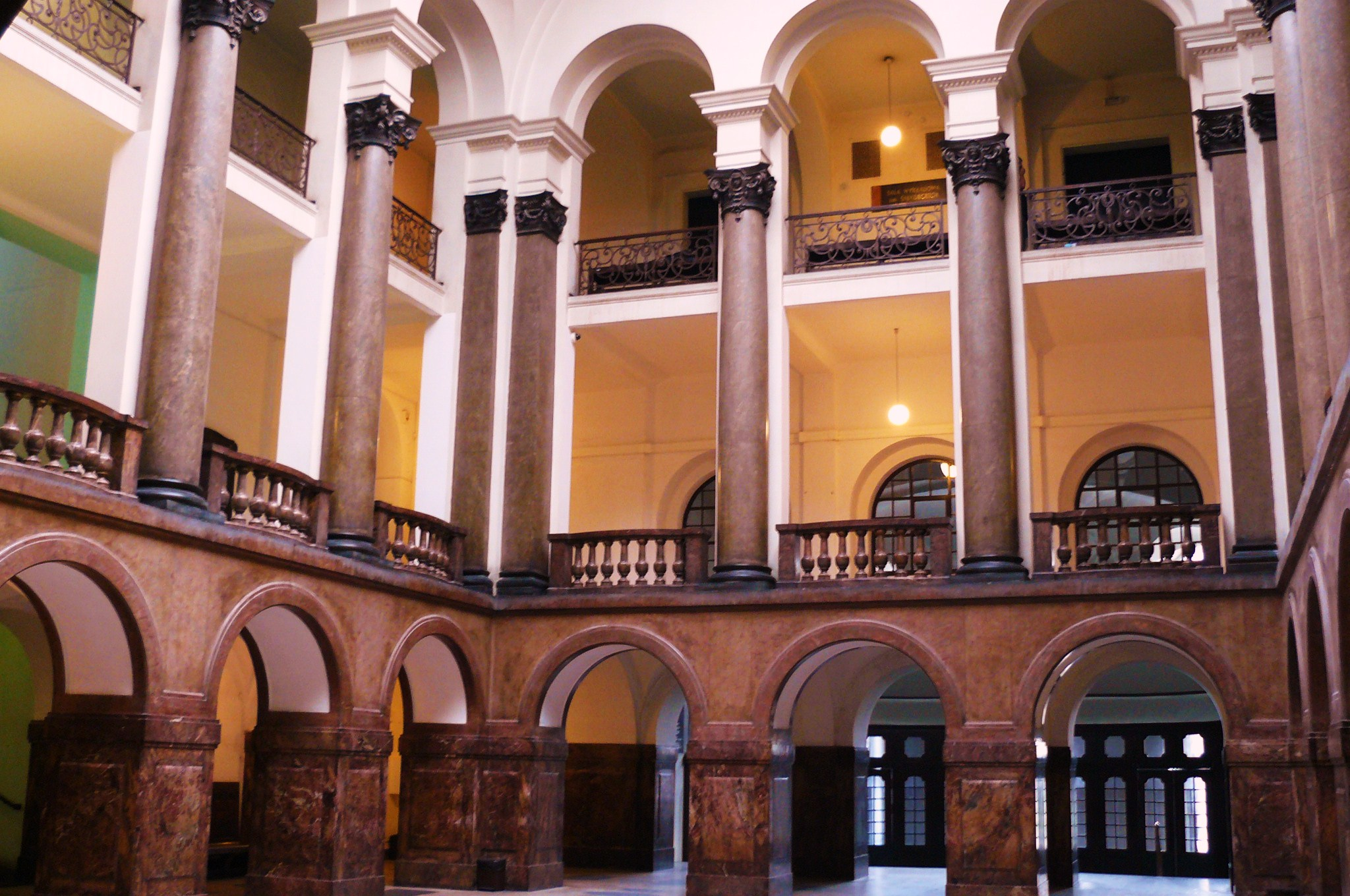
Hol (strona z głównym wejściem do gmachu)
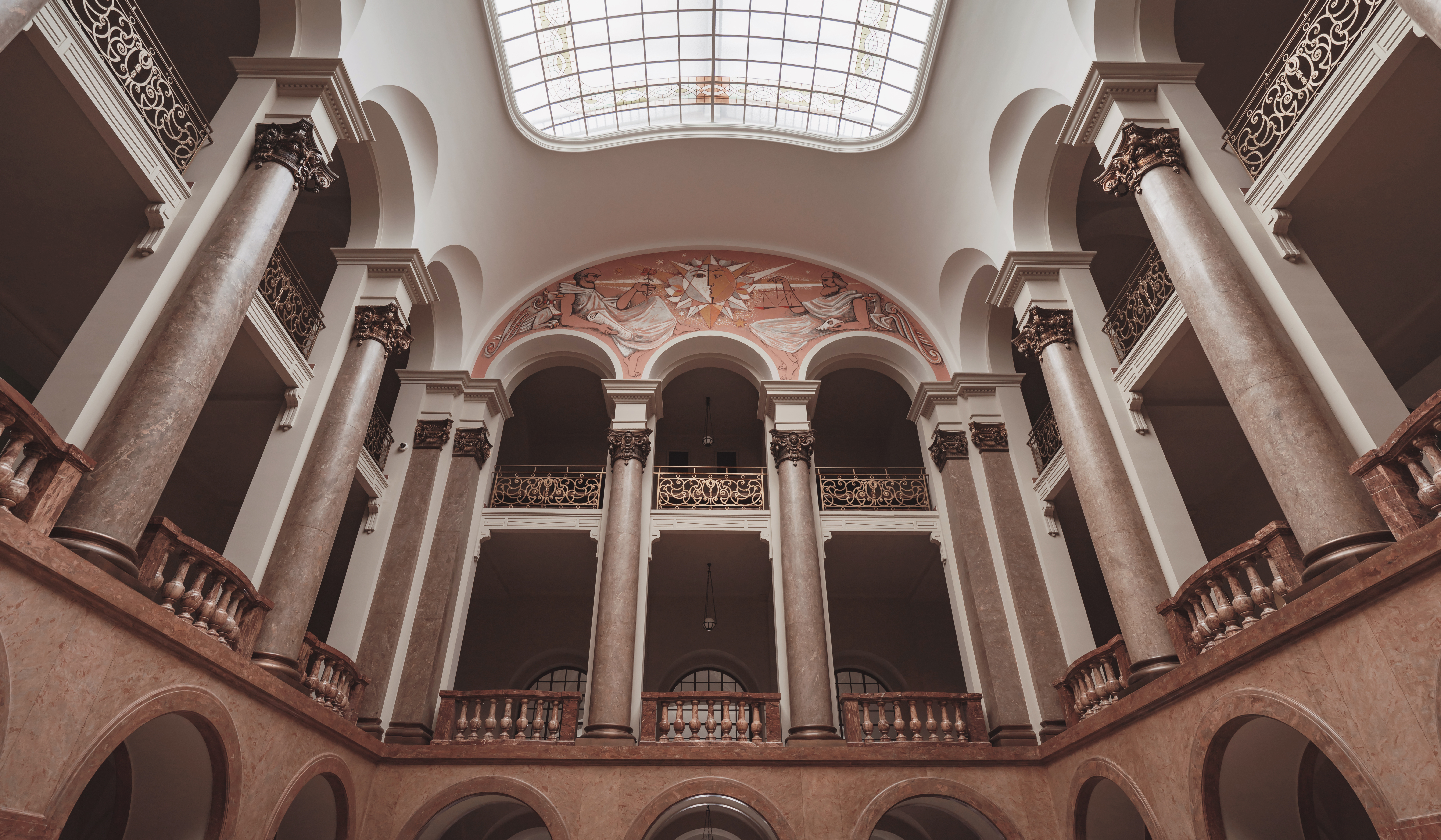
Hol (strona przeciwna do głównego wejścia)
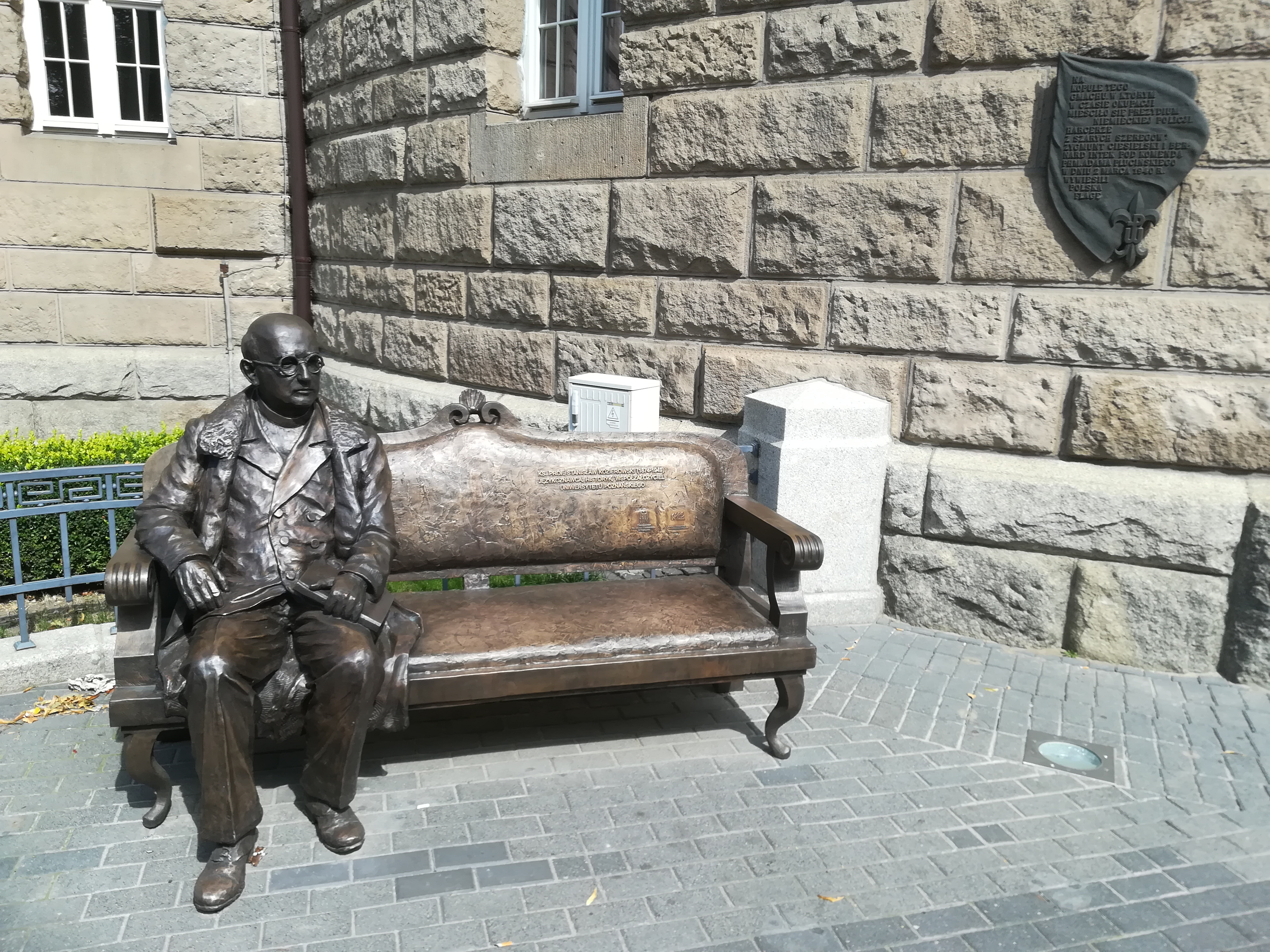
Ławeczka Stanisława Kozierowskiego przed gmachem
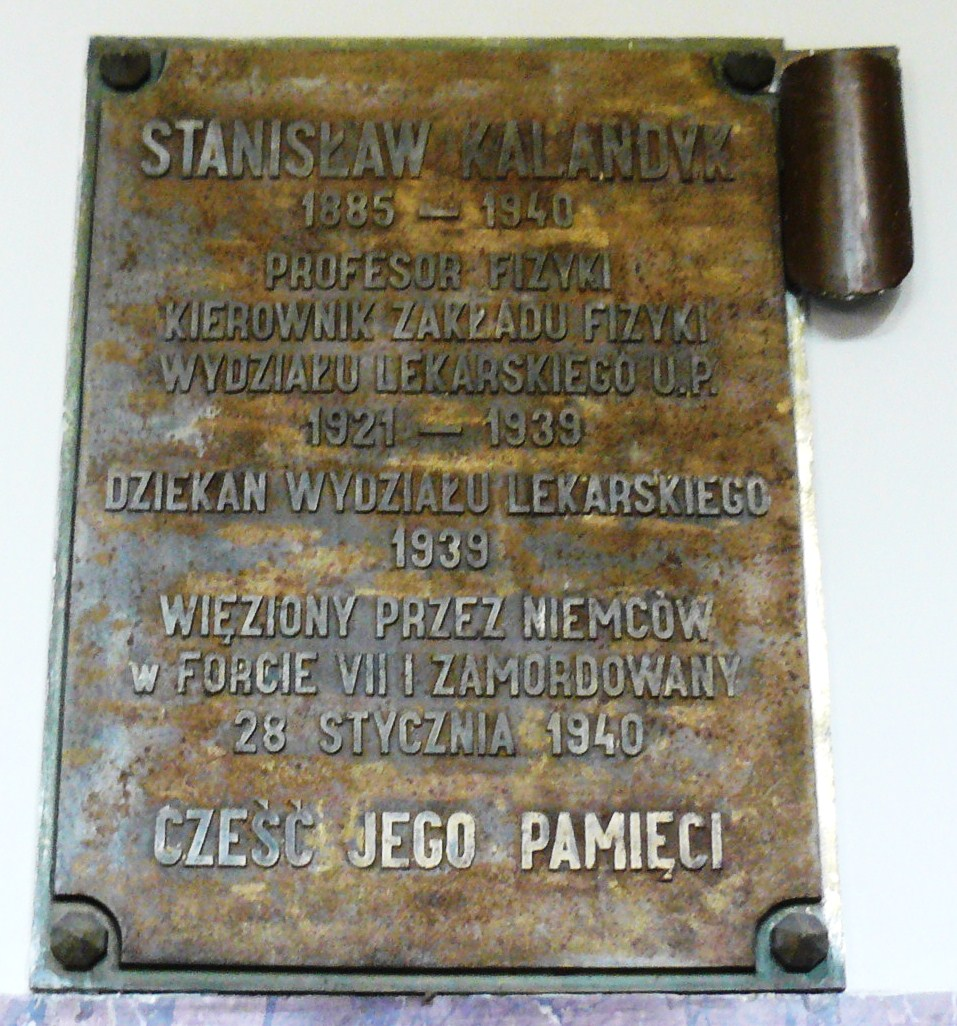
Tablica poświęcona Stanisławowi Kalandykowi w gmachu
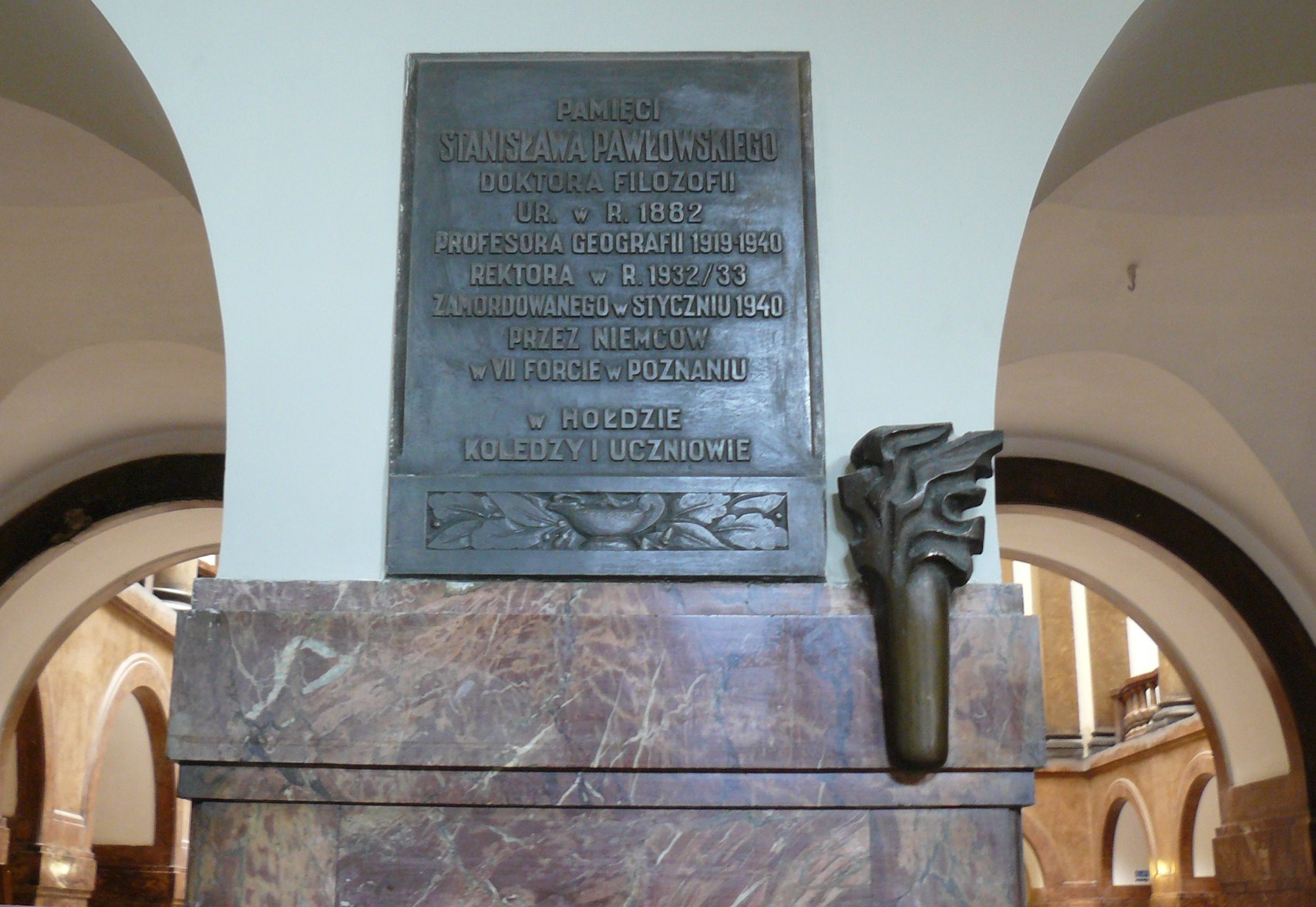
Tablica poświęcona Stanisławowi Pawłowskiemu w gmachu
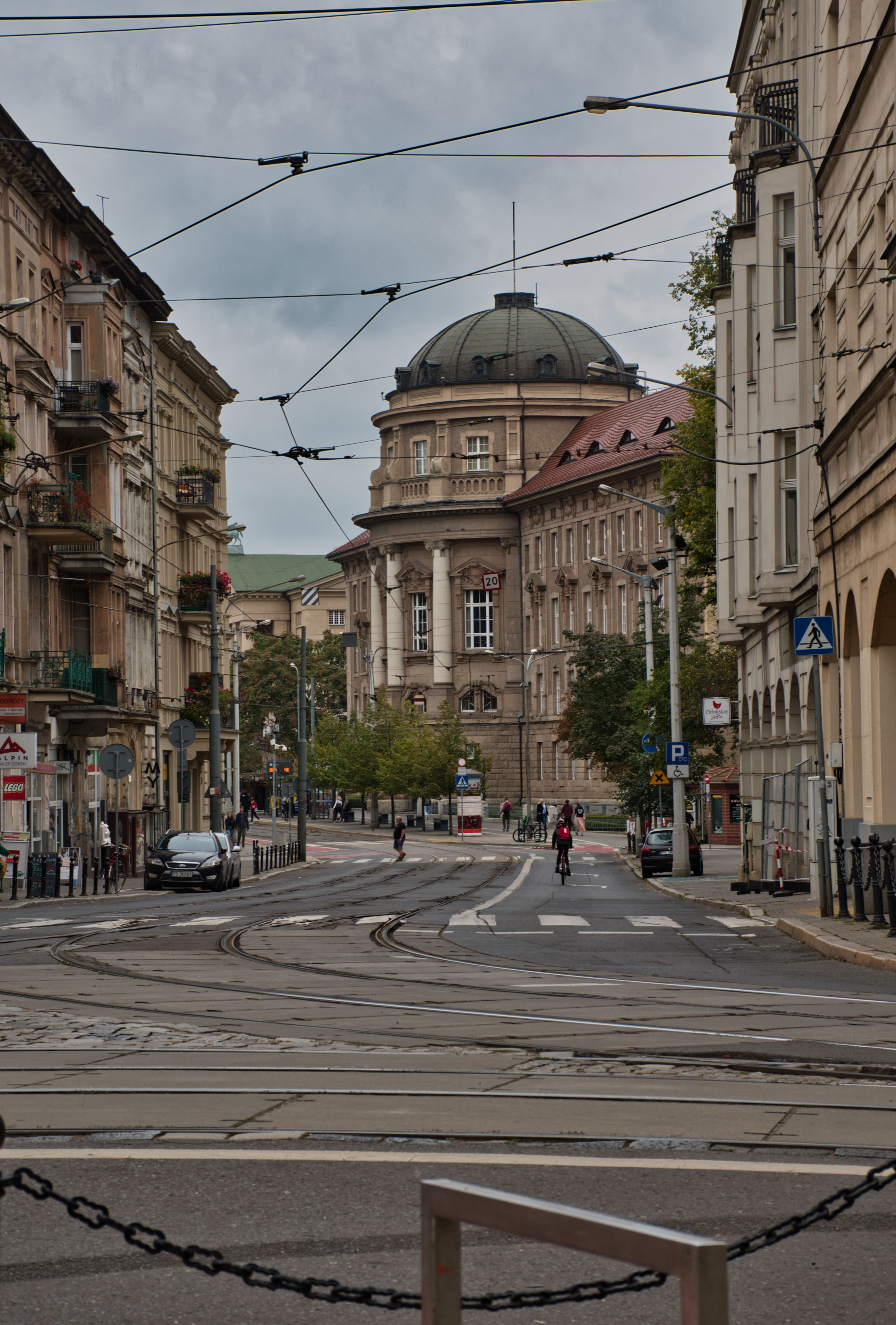
Widok na gmach z perspektywy ul. Fredry